# Sagamihara
Sagamihara (相模原市, Sagamihara-shi) és una ciutat i municipi de la prefectura de Kanagawa, a la regió de Kanto, Japó. És la tercera ciutat més poblada de la prefectura, després de Yokohama i Kawasaki, i la cinquena més poblada dels suburbis del Gran Tòquio. Fa frontera amb la ciutat veïna de Machida, amb qui s'ha proposat una fusió transprefectural. La ciutat es divideix en tres barris o districtes: Midori, Chūō i Minami.
Sagamihara acull el Campus Sagamihara de l'Agència Espacial Japonesa, i la base de l'exèrcit estatunidenc camp Zama.

## Geografia
Sagamihara cobreix una àrea gran del nord-oest de la prefectura de Kanagawa. Fa frontera amb la prefectura de Yamanashi per l'oest, amb Tòquio pel nord i l'est, i amb els municipis de Yamakita, Kiyokawa, Aikawa, Atsugi, Ayase i Yamato de la prefectura de Kanagawa pel sud. La regió oest de Sagamihara es troba dins de les muntanyes Tanzawa, des d'on el riu Sagami creua el municipi cap al sud.

### Districtes
Sagamihara està dividida en tres barris o districtes (ku en japonès):
| Nom    | Japonès  | Superficie (km²) | Població (2020) | Densitat |
| ------ | -------- | ---------------- | --------------- | -------- |
| Chūō   | 中央区   | 38,87            | 272.590         | 7.393    |
| Midori | 緑区     | 253,93           | 169.993         | 669      |
| Minami | 南区     | 38,11            | 280.754         | 7.367    |
| SGM    | 相模原市 | 328,91           | 723.337         | 2.199    |

## Història

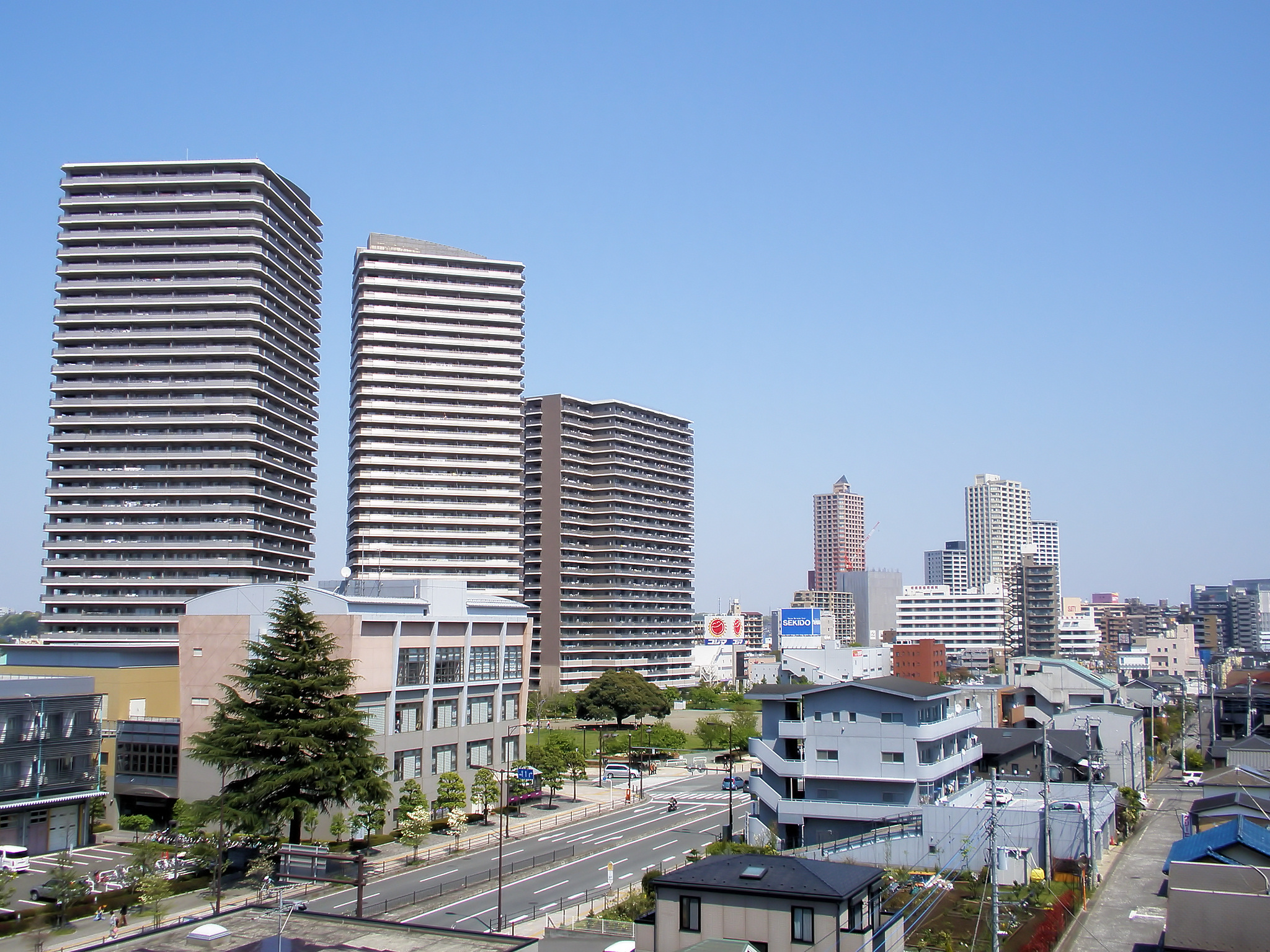
Carrers de Sagamihara (Hashimoto, Midori-ku)

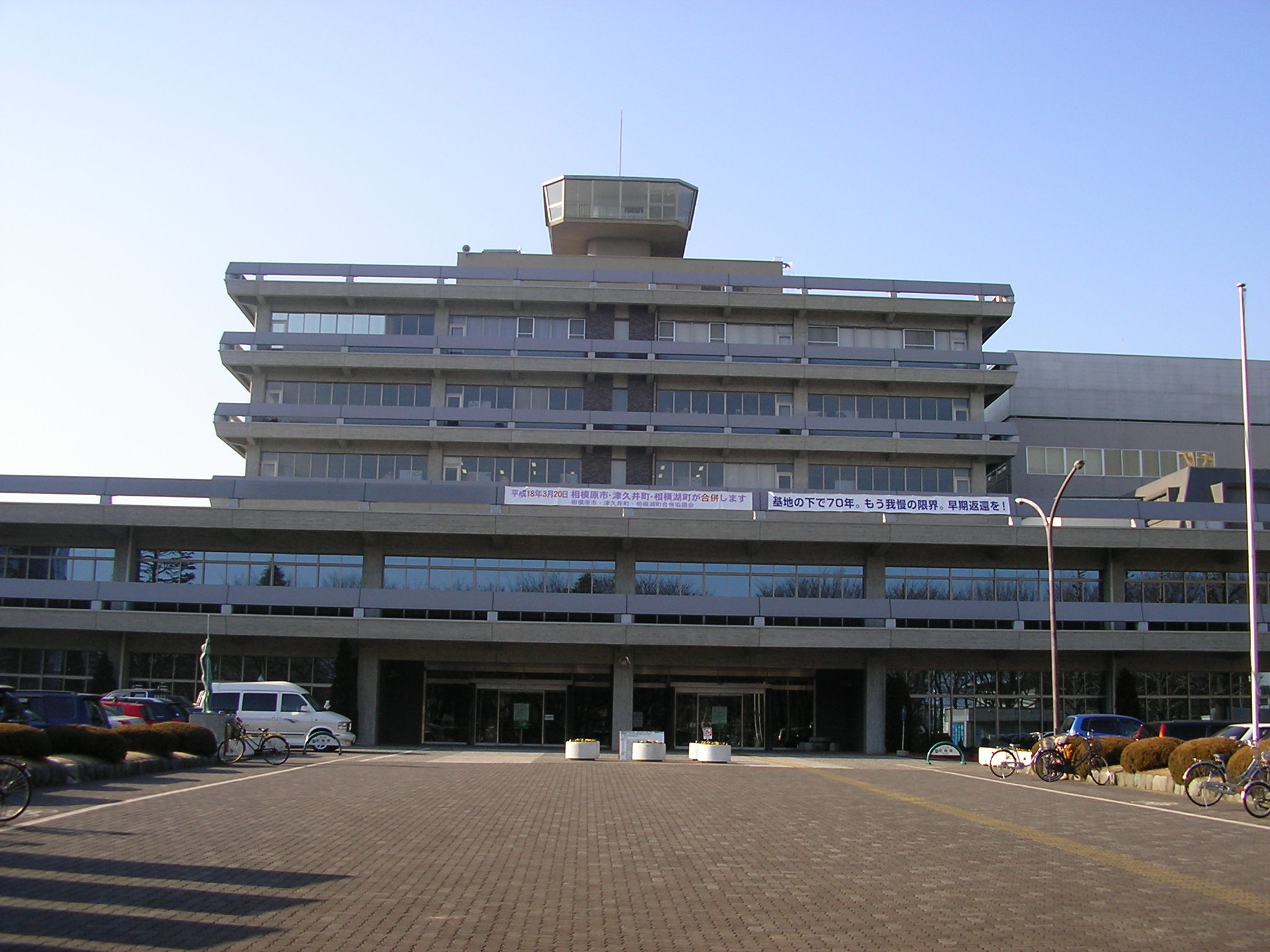
Ajuntament de Sagamihara

L'àrea moderna de Sagamihara ha estat poblada des de temps antics, i s'hi troben diverses restes del període paleolític japonès i del període Kofun. S'hi va establir el clan Yokoyama, un dels sets clans guerrers de la regió de Musashi a principis del període Kamakura. Durant el període Edo, les terres del voltant de Sagamihara eren territori tenryō administrat directament pel shogunat Tokugawa d'Edo; no obstant, en realitat, l'àrea era un mosaic de feus governats per varis hatamoto, així com exclavaments sota el control del domini d'Ogino-Yamanaka i el domini de Karasuyama.
Després de la restauració Meiji, la porció est del municipi passà a formar part del districte de Kōza, i la porció oest del districte Tsukui. La porció que pertanyia al districte de Kōza estava dividida en sis vil·les l'1 d'abril de 1889. Aquesta àrea acollí un gran nombre d'instal·lacions d'entrament i arsenal de l'Exèrcit Imperial Japonès durant els anys 1930. Aquestes vil·les van fusionar-se el 29 d'abril de 1941 juntament amb el poble de Zama per a crear el poble de Sagamihara. En la seva formació, fou el poble més gran de tot Japó en termes d'àrea.
L'1 de setembre de 1948, Zama fou separada i esdevingué un poble amb administració pròpia. La resta del poble de Sagamihara esdevingué la ciutat de Sagamihara el 20 de novembre de 1954. La població de la ciutat havia crescut de forma constant, en part degut al desenvolupament industrial, i en part gràcies a les excel·lents infraestructures de transport de la ciutat, que la connectaven amb Yokohama, Tòquio i Hachiōji. Fou designada una de les ciutats principals del Japó amb major autonomia el 2003.
El 20 de març de 2006, Sagamihara va absorbir els pobles de Tsukui i Sagamiko (ambdós del districte de Tsukui). La ciutat resultant de la unió estava formada per dues àrees geogràficament separades, ja que dos pobles del districte de Tsukui (Fujino i Shiroyama) van triar romandre separades. Aquests dos pobles van fusionar-se amb Sagamihara l'11 de març del 2007, unificant la ciutat geogràficament, i dissolvent finalment el districte de Tsukui. El 2007, la població de Sagamihara va excedir els 700.000 habitants. El 2010, Sagamihara fou redesignada com a ciutat de decret governamental i fou dividida en tres barris: Midori, Chūō i Minami.
El 25 de juliol de 2016, 19 persones van ser assassinades i 26 ferides per apunyalament en una massacre en una llar per a gent gran de la ciutat.

## Política i govern

### Alcaldes
Els alcaldes de la vila i ciutat de Sagamihara han estat els següents:
| #                              | Alcalde             | Inici del mandat | Fi del mandat | Partit | Partit |
| Vila de Sagamihara (1941-1954) |                     |                  |               |        |        |
| I                              | Taichi Shinozaki    | 1941             | 1947          |        | ASRC   |
| II                             | Yojiuemon Kobayashi | 1947             | 1951          |        | Ind    |
| III                            | Mutsumi Shimizu     | 1951             | 1954          |        | Ind    |
| Ciutat de Sagamihara (1954-)   |                     |                  |               |        |        |
| I                              | Mutsumi Shimizu     | 1954             | 1955          |        | Ind    |
| II                             | Yojiuemon Kobayashi | 1955             | 1959          |        | Ind    |
| III                            | Shigeharu Yamaguchi | 1959             | 1964          |        | Ind    |
| IV                             | Masaru Kawazu       | 1965             | 1977          |        | Ind    |
| V                              | Seikō Tatemori      | 1977             | 1997          |        | Ind    |
| VI                             | Isao Ogawa          | 1997             | 2007          |        | Ind    |
| VII                            | Toshio Kayama       | 2007             | 2019          |        | Ind    |
| VIII                           | Kentarō Motomura    | 2019             | -             |        | PE     |

### Assemblea municipal
La composició del ple municipal d'Osaka és la següent:
| Partit | Partit                    | Partit | Regidors |
| ------ | ------------------------- | ------ | -------- |
|        | Partit Liberal Democràtic | PLD    | 16 / 46  |
|        | Club Ciutadà Democràtic   | CCD    | 13 / 46  |
|        | Kōmeitō                   | KMT    | 8 / 46   |
|        | Partit Comunista Japonés  | PCJ    | 4 / 46   |
|        | Independents              | IND    | 5 / 46   |
|        | Escons vacants            |        | 0 / 46   |

## Transport

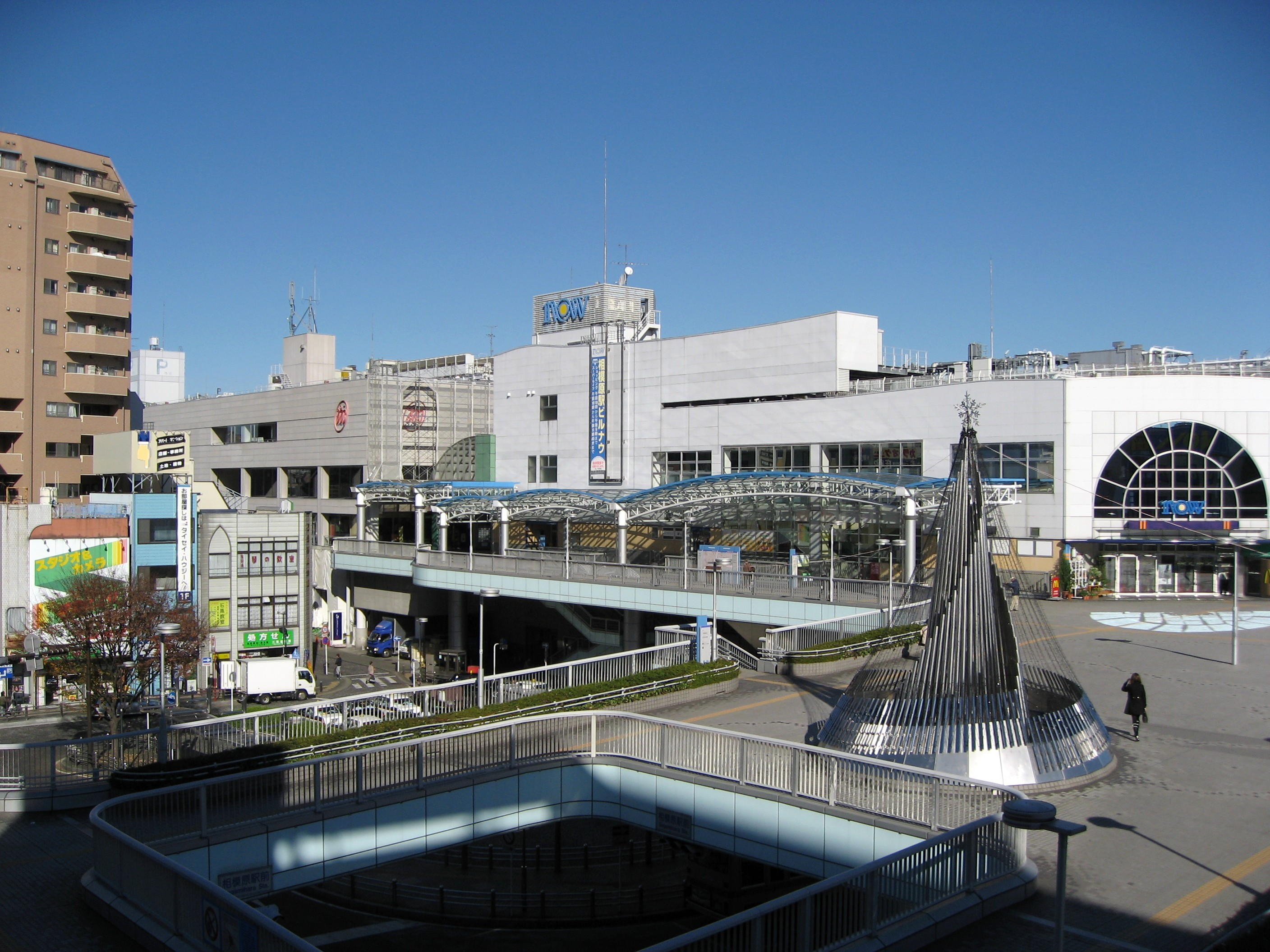
Estació de Sagamihara (JR)

### Ferrocarril
- Companyia de Ferrocarrils del Japó Oriental (JR East)
  - Kobuchi - Fuchinobe - Yabe - Sagamihara - Hashimoto - Sōbudaishita - Shimomizo - Harataima - Banda - Kamimizo - Minami-Hashimoto - Sagamiko - Fujino
- Ferrocarril Elèctric Exprés d'Odawara (Odakyū)
  - Sagami-Ōno - Odakyū-Sagamihara - Higashi-Rinkan
- Ferrocarril Elèctric Keiō
  - Hashimoto

### Carretera
- Autopista Central (Chūō) - Autopista metropolitana de Tòquio (Ken-Ō)
- Nacional 16 - Nacional 20 - Nacional 129 - Nacional 412 - Nacional 413

## Llocs d'interès
- Campus de recerca i museu de l'Agència Espacial Japonesa
- Llac Sagami
- Llac Miyagase
- Temple Yōgen, construït el 1598
- Parc prefectural de Sagamihara

## Ciutats germanes
- Toronto, Ontario, Canadà, des de l'1 de gener de 1998
- Trail, Columbia Britànica, Canadà, des del 15 d'abril de 1991
- Wuxi, Xina, des del 6 d'octubre de 1985